# Yérime Sylla
Pour les articles homonymes, voir Sylla (homonymie).

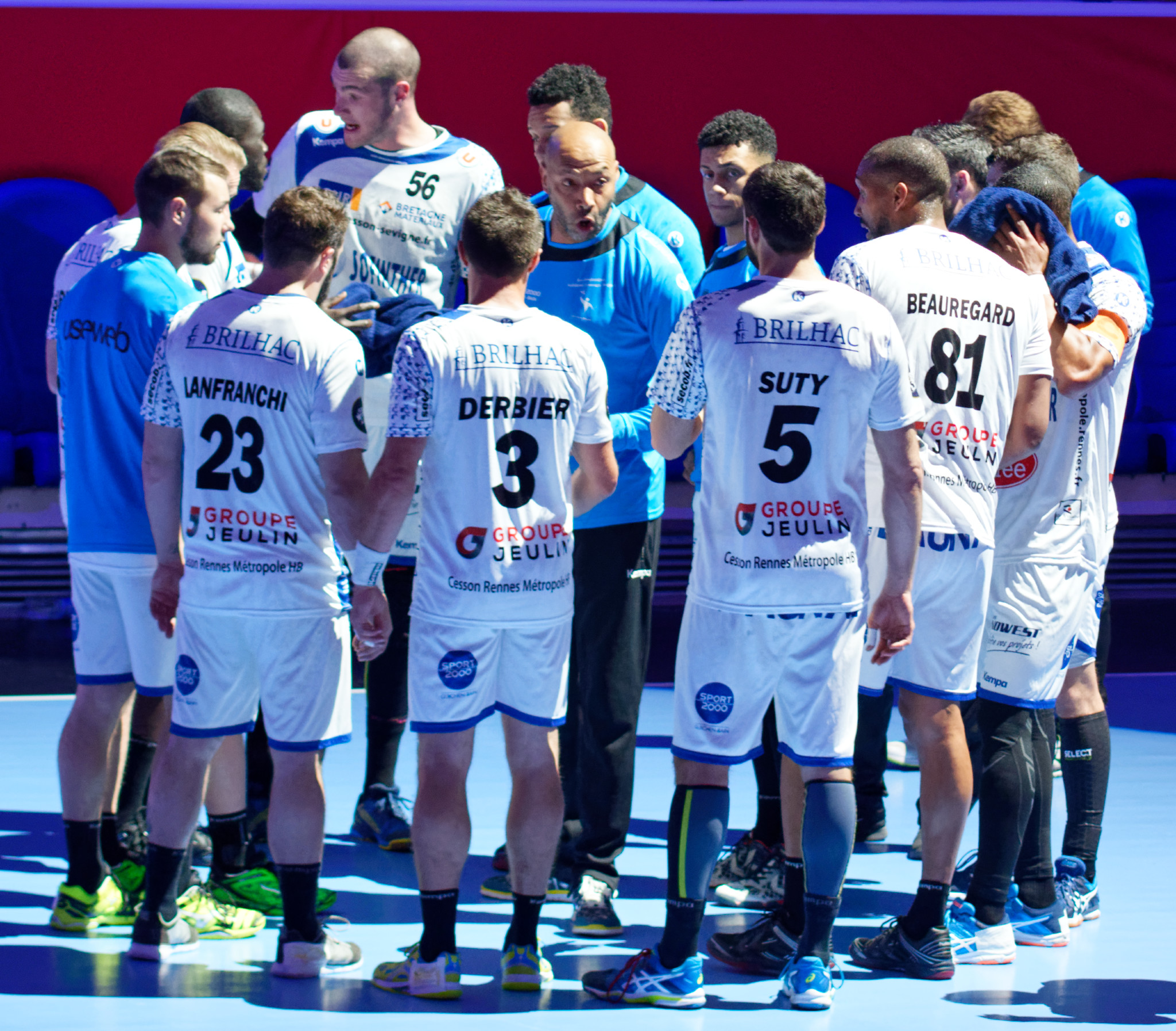
Yérime Sylla entouré de ses joueurs de Cesson Rennes lors d'un temps-mort, le 19 avril 2017.

Yérime Sylla, né le 28 avril 1969 à Villemomble, est un joueur puis entraîneur franco-sénégalais de handball.
Sélectionneur de la Belgique à trois reprises, il est l'entraîneur du Cesson Rennes MHB entre 2014 et 2018 et du Nancy Handball depuis 2022.

## Biographie

### Parcours de joueur
Yérime Sylla commence le handball à l'âge de 11 ans au Club d'Évian Sport Handball. Au poste d'arrière droit, il joue successivement pour les clubs d'Évian Sport Handball, Thonon Évian HB et au Villeurbanne HBA entre 1992 et 1994.
Il rejoint alors l'US Dunkerque HB où il évolue jusqu'en 2001, atteignant notamment la 3e place du Championnat de France 1998-1999. Malgré un cancer des testicules lors de la saison 1994-1995, il n'interromps pas complètement et joue avec une protection. Il évolue ensuite avec Pontault-Combault avec lequel il devient du 3e meilleur buteur du Championnat de France 2003-2004. Il termine enfin sa carrière en évoluant une saison au Livry-Gargan handball puis une saison au HBCV Lille Métropole.
Yérime Sylla est sélectionné en Équipe de France militaire pour disputer le championnat du monde Militaire 1994 en France. Son entraîneur est Sylvain Nouet. Il a également participé au Championnat d'Afrique des nations 2004 avec le Sénégal entrainé par Souleymane Dia. 

### Parcours d'entraîneur
En 2006, il arrête sa carrière de joueur et devient adjoint de Denis Tristant à Dunkerque. Après une défaite à Pontault-Combault lors de la 4e journée, il devient entraineur no 1 jusqu'en 2012. Il permet ainsi au club nordiste de remporter le premier titre de son histoire, la Coupe de France 2010-2011.
En 2011, il devient sélectionneur de l'équipe nationale de Belgique et est le Manager de la société Osin Coaching.
En 2014, il est de retour en France à la tête du Cesson Rennes MHB et quitte alors son poste de sélectionneur de la Belgique en avril. Un an plus tard, son successeur, le français Guy Petigirard, ayant été nommé Directeur Technique National (DTN), Sylla redevient sélectionneur de l’équipe nationale belge. En janvier 2018, après l’élimination de la Belgique dans les qualifications pour le championnat du monde 2019 (en), il quitte son poste à la tête de la sélection. En mai 2018, au sortir d'une saison compliquée, il est retiré de ses fonctions d'entraîneur du Cesson Rennes MHB.
Après un passage à la tête de l'équipe nationale du Koweït, il prend en 2020 la direction du Luxembourg et du Handball Käerjeng. En octobre 2021, il est à nouveau nommé sélectionneur de la Belgique
En 2022, il est nommé entraineur du Grand Nancy Métropole Handball tout en continuant à encadrer la sélection nationale belge.

## Palmarès
Joueur
- quart de finaliste de la Coupe des Villes (C1) en 1999 et en 2000 (avec US Dunkerque HB)
- 3e du Championnat de France 1998-1999 (avec US Dunkerque HB)
- 3e meilleur buteur du Championnat de France 2003-2004 (avec UMS Pontault-Combault)
- 7e place du Championnat d'Afrique des nations 2004 (avec le Sénégal)

Entraîneur
- Vainqueur de la Coupe de France 2010-2011
- 3e du Championnat de France 2010-2011
- 4e du Championnat de France en 2007, 2008 et 2009
- quart de finaliste de la Coupe de l'EHF (C3) en 2008 et 2010